# 薛城遗址 (滕州)
薛城遗址是中国东周时期薛国故城遗址，位于山东省滕州市南，薛城區附近，平面呈不规则长方形，面积7.36平方公里。城墙周长10610米，夯筑。东墙长2280米，南墙长3050米，西墙长2030米，北墙长3250米。每面开三门，共有城门十二座。城外建城濠。城内已经探明三处冶铁手工作坊遗址，三处居住遗址和三处墓葬遗址。考古出土大量文物。